# Кольбушова (гмина)
Кольбушова (пол. Kolbuszowa) — городско-сельская гмина (волость) в Польше, входит как административная единица в Кольбушовский повет, Подкарпатское воеводство. Население — 24 793 человека (на 2005 год).

## Демография
| Перепись                       | Всего   | Всего | Женщины | Женщины | Мужчины | Мужчины |
| ------------------------------ | ------- | ----- | ------- | ------- | ------- | ------- |
| Единицы                        | человек | %     | человек | %       | человек | %       |
| Население                      | 24 448  | 100   | 12 569  | 51,4    | 11 879  | 48,6    |
| Плотность населения (чел./км²) | 143,3   | 143,3 | 73,7    | 73,7    | 69,6    | 69,6    |

## Поселения
1. Кольбушова
2. Буковец
3. Доматкув
4. Кольбушова-Дольна
5. Кольбушова-Гурна
6. Купно
7. Нова-Весь
8. Пшедбуж
9. Виделка
10. Зарембки
11. Верыня
12. Клапувка
13. Сверчув
14. Хута-Пшедборска
15. Порембы-Купеньске

## Соседние гмины
1. Гмина Цмоляс
2. Гмина Дзиковец
3. Гмина Глогув-Малопольски
4. Гмина Нивиска
5. Гмина Ранижув
6. Гмина Сендзишув-Малопольски
7. Гмина Свильча